# Eurostauletes longimanus
Eurostauletes longimanus là một loài bọ cánh cứng trong họ Rhynchitidae. Loài này được Gebler miêu tả khoa học năm 1830.